# Burg Scharfenberg (Donzdorf)
Die Burg Scharfenberg ist die Ruine einer Gipfelburg auf einer 617,1 m ü. NHN hohen Bergkuppe oberhalb der Stadt Donzdorf im Landkreis Göppingen in Baden-Württemberg.

## Geschichte
Im Jahre 1156 werden in einer für das Kloster Maulbronn ausgestellten Urkunde von Kaiser Friedrich I. Barbarossa zwei freiadlige Herren Otto und Friedrich von Scharphinberch genannt. Daraus ist zu schließen, dass die Burg zunächst im Besitz dieser staufischen Dienstmannen war. Aus dieser Zeit stammen noch die Buckelquader an der östlichen Außenwand. Nach Untergang der Staufer muss die Burg an die Grafen von Rechberg gelangt sein. 
1310 wurde der Eigentümer der Burg, Albrecht von Rechberg, von Ulrich von Helfenstein und Eberhard von Staufeneck überfallen. Die Burg wurde eingenommen, Albrecht gefangengesetzt und seiner Pfandbriefe beraubt. Die Burg gelangte bei dieser Gelegenheit oder später an die Grafen von Helfenstein.
1379 erwarb Gebhard von Rechberg die Burg von der Gräfinwitwe Anna von Helfenstein. Im 15. und 16. Jahrhundert musste die mittelalterliche Wehranlage fast gänzlich einem Schlossneubau weichen. Dieser diente bis zur Vollendung des Donzdorfer Schlosses im Jahre 1568 als Residenz der rechbergischen Hauptlinie. Danach wurde die Anlage von einem Vogt und Dienstpersonal bewohnt. Am 15. Februar 1643 wurde das Schloss während des Dreißigjährigen Krieges überfallen und geplündert.
1826 verließen die letzten Bewohner, die Witwe des letzten Burgvogts Lorenz Seehofer mit ihrer Tochter, die Anlage. Danach wurde die Anlage dem Verfall überlassen.
Burg Scharfenberg ist heute im Privatbesitz. Der Eigentümer hat 1978 bis 1983 umfangreiche Erhaltungs- und Sanierungsmaßnahmen durchgeführt.

## Beschreibung
Der Scharfenberg ist ein bewaldeter Zeugenberg. Aus der Ferne kann man die Ruine nur von Gingen an der Fils aus sehen. Man erreicht die Ruine über die Landstraße von Donzdorf zur Kuchalb. Fünfhundert Meter nach dem Scharfenhof führt links ein geschotterter Privatweg, der von Wanderern genutzt werden darf, nach weiteren fünfhundert Metern durch ein Eisentor in den Burghof. 
Die Anlage umfasst mit 68 × 27 Meter die gesamte Fläche des Berges. Auf drei Seiten bietet der steil abfallende Burghügel Schutz, auf der Südseite zusätzlich der tief eingeschnittene Burggraben. Am Eingangstor sieht man links ein Wappen mit den Hirschstangen der Württemberger und rechts ein Wappen mit drei Kronen. Die Anlage bestand aus zwei Hauptgebäuden und einem Wohnturm. Links neben dem Eingangstor befindet sich im Süden die Ruine eines spätgotischen dreistöckigen Gebäudes, dahinter befindet sich der ehemalige Burggraben. Neben dieser Ruine steht im Westen ein renovierter und zu einer Ferienwohnung ausgebauter Wohnturm. 
Im nördlichen Teil der Anlage steht die Ruine des herrschaftlichen Wohnhauses mit zahlreichen Fensternischen, zwei Erkern und einem Renaissanceportal. Eine Holztreppe führt hier bis in Höhe des zweiten Stockwerks. An der östlichen Außenwand dieses Gebäudes sieht man noch Buckelquader aus der Stauferzeit.
Der Burghof und die Reste der beiden Hauptgebäude können besichtigt werden, der bewohnte Turm ist nicht zugänglich. Die Ruine ist seit 1977 eine Sehenswürdigkeit an der Straße der Staufer.

## Galerie

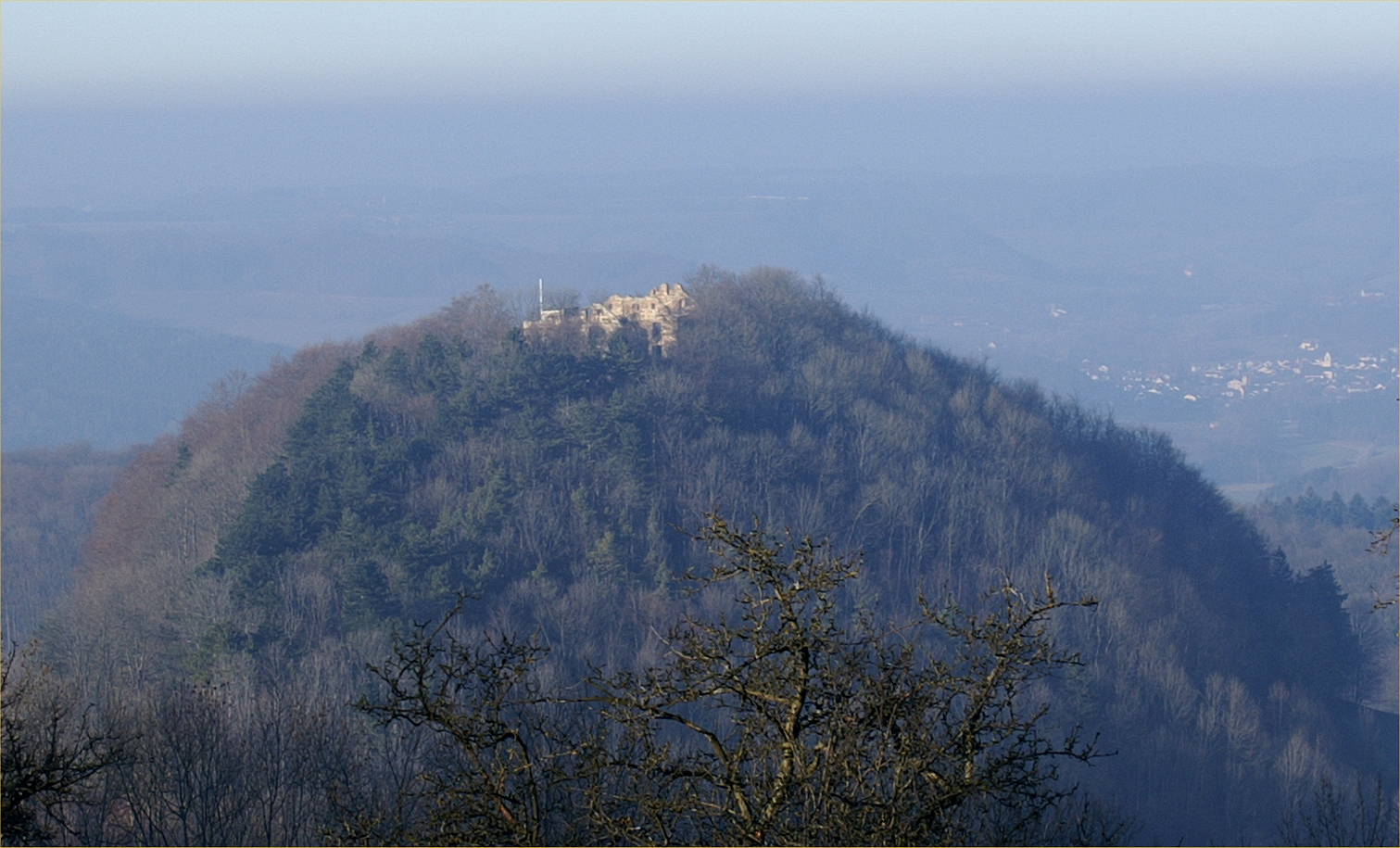
Die Ruine steht auf einem Zeugenberg
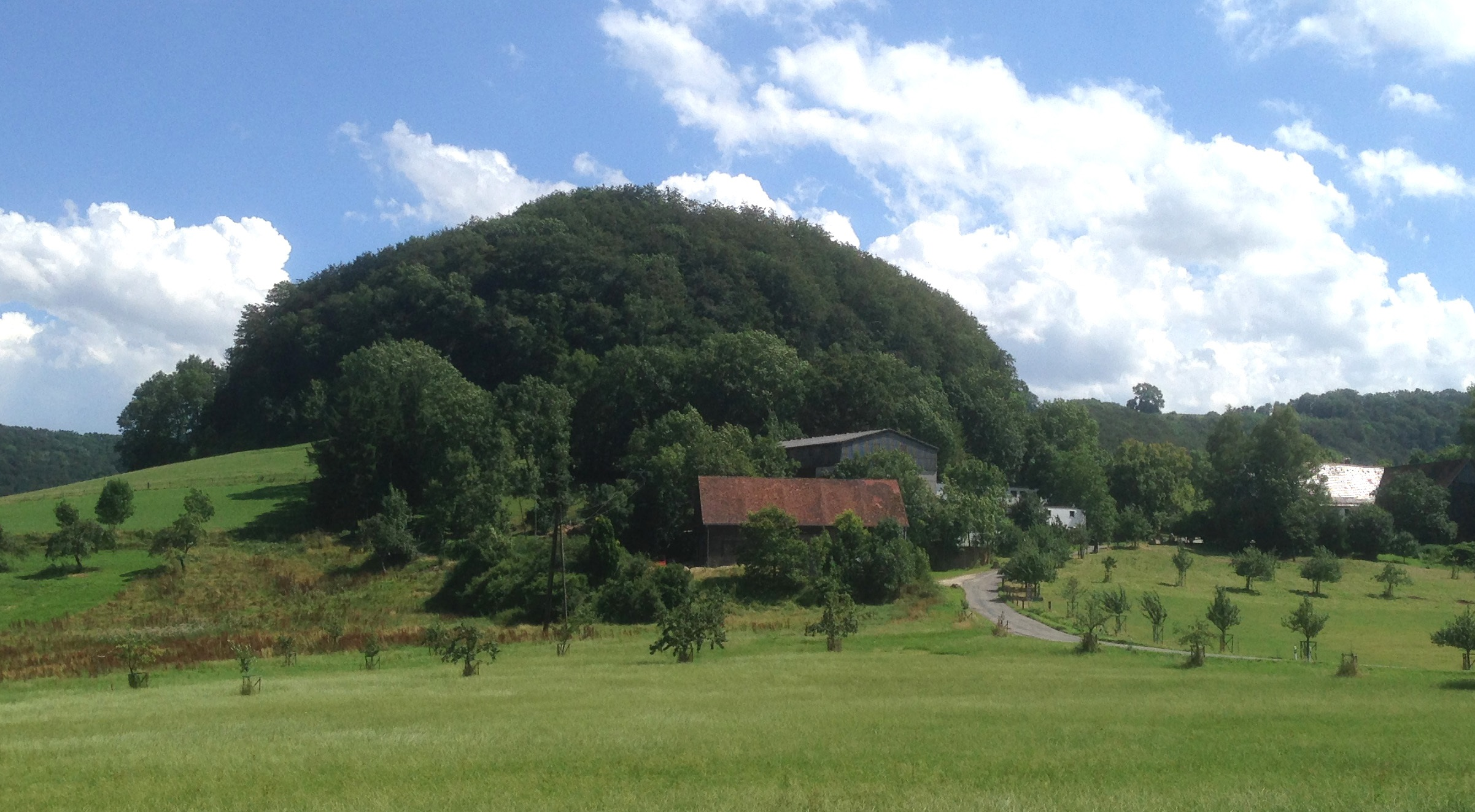
Scharfenberg über dem Scharfenhof an der Straße zwischen Donzdorf und Kuchalb
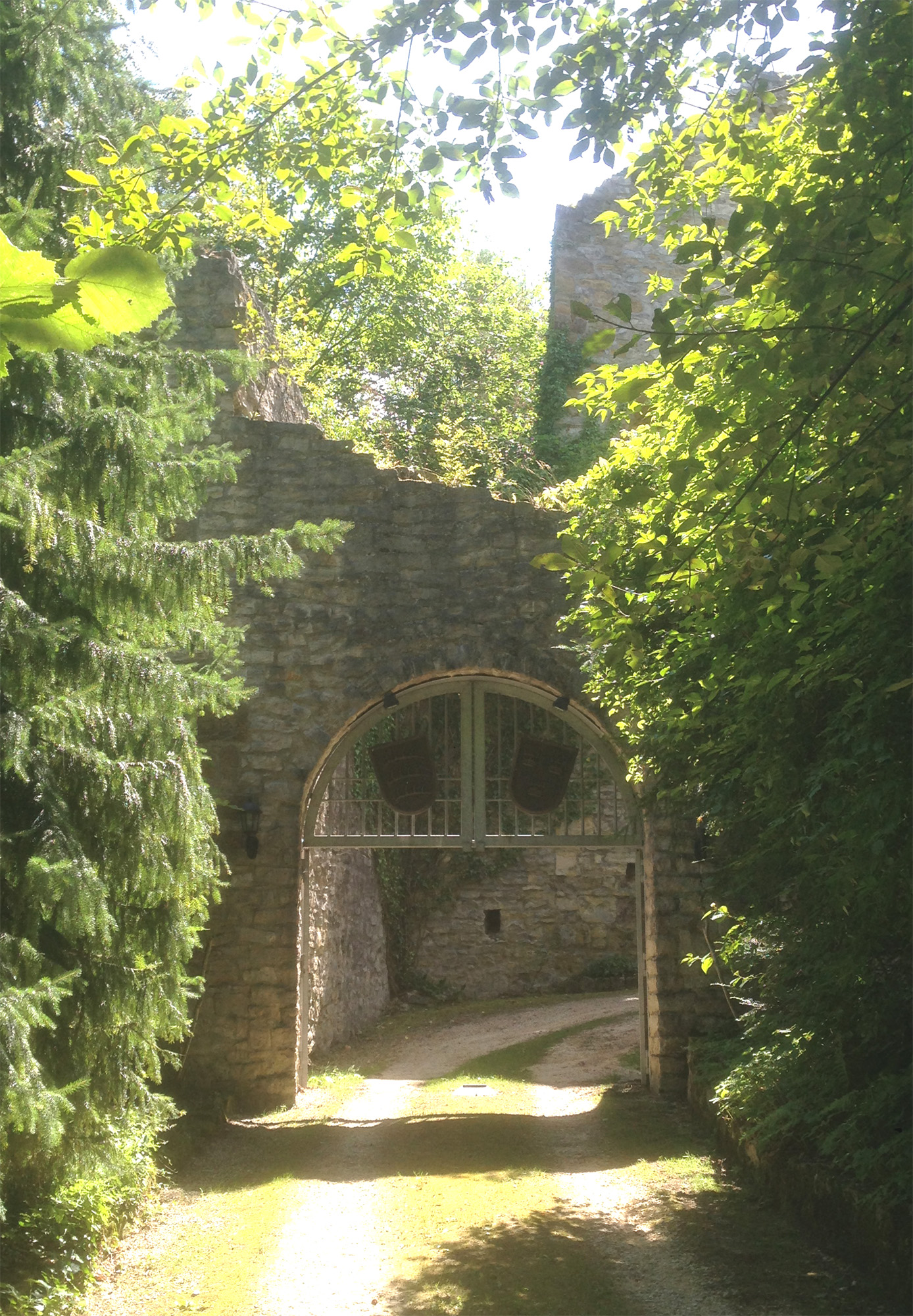
Eingangstor mit den Wappenschildern Württembergs und Schwedens
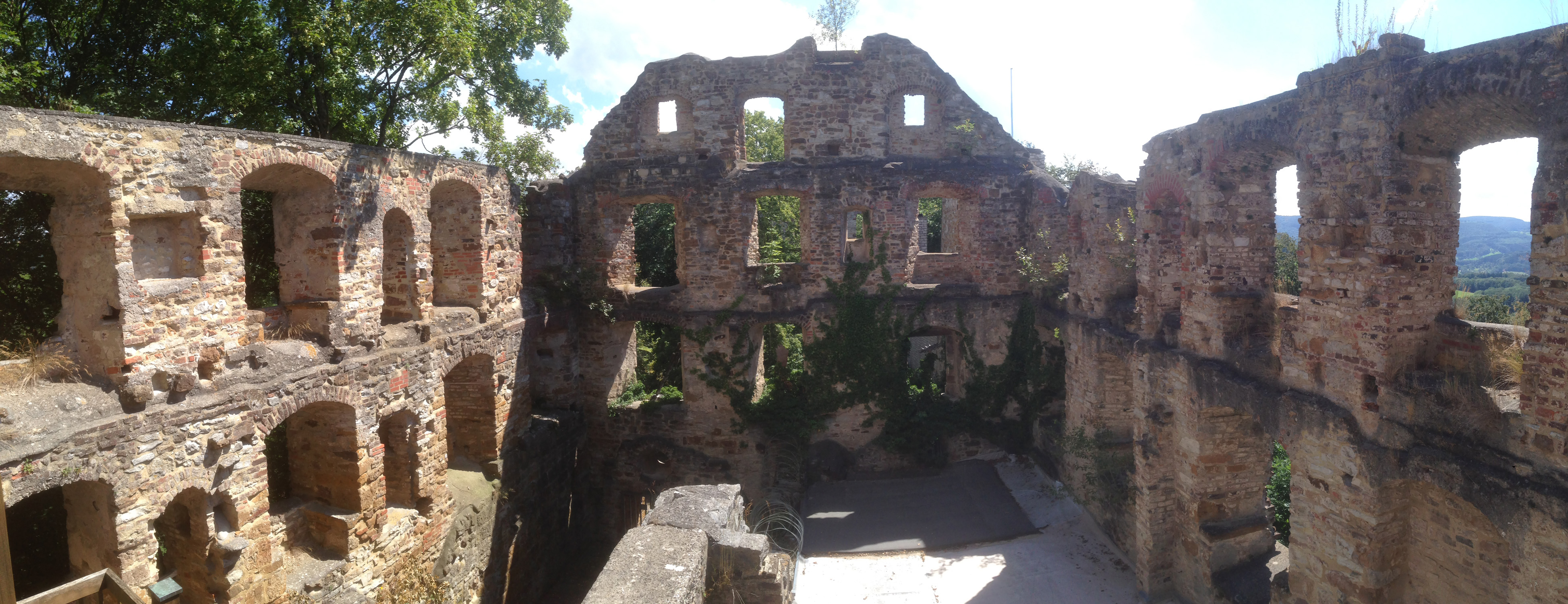
Blick von Norden in das große Wohngebäude
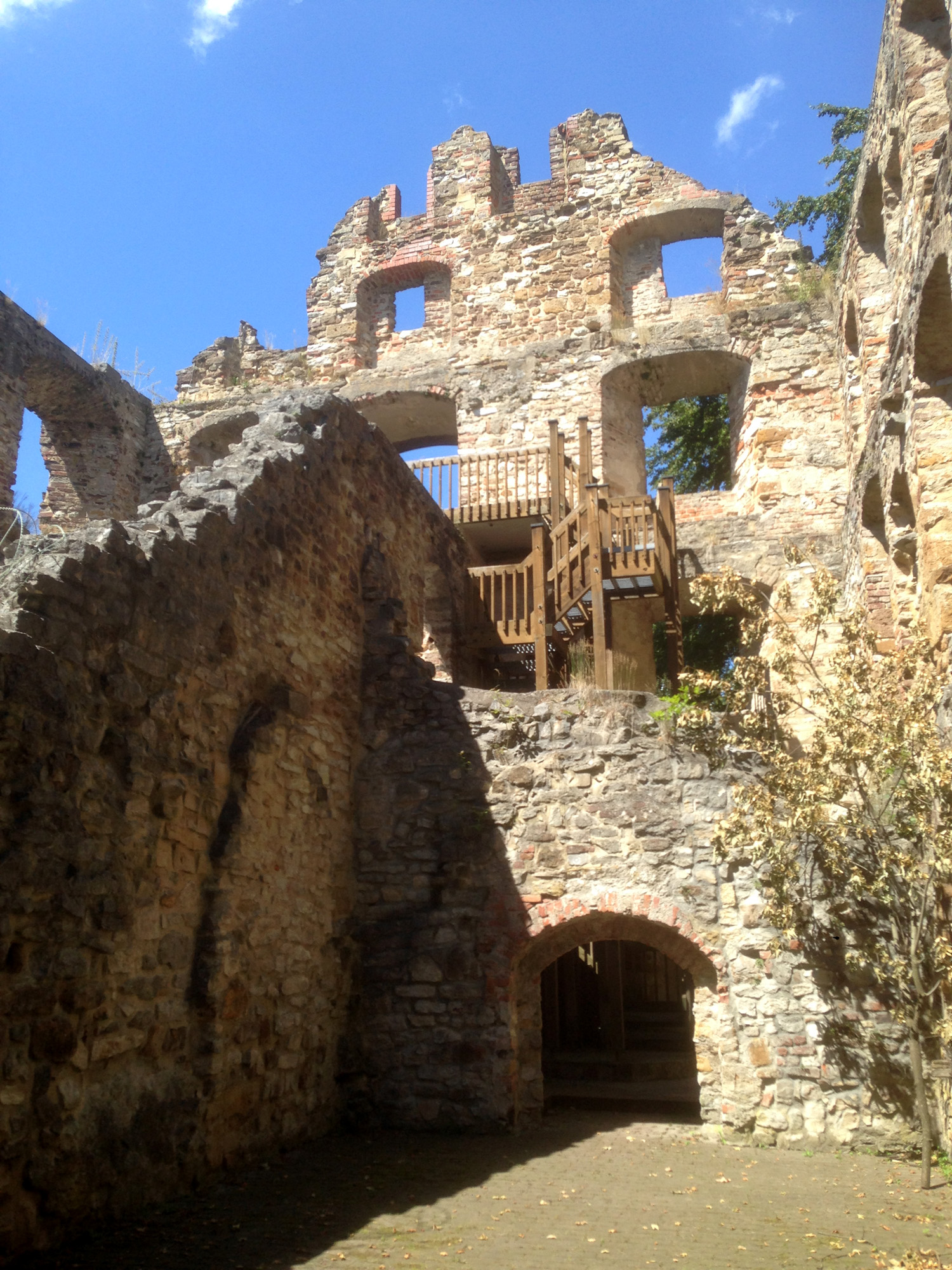
Blick von Süden in das große Wohngebäude mit Holztreppe zum zweiten Stock
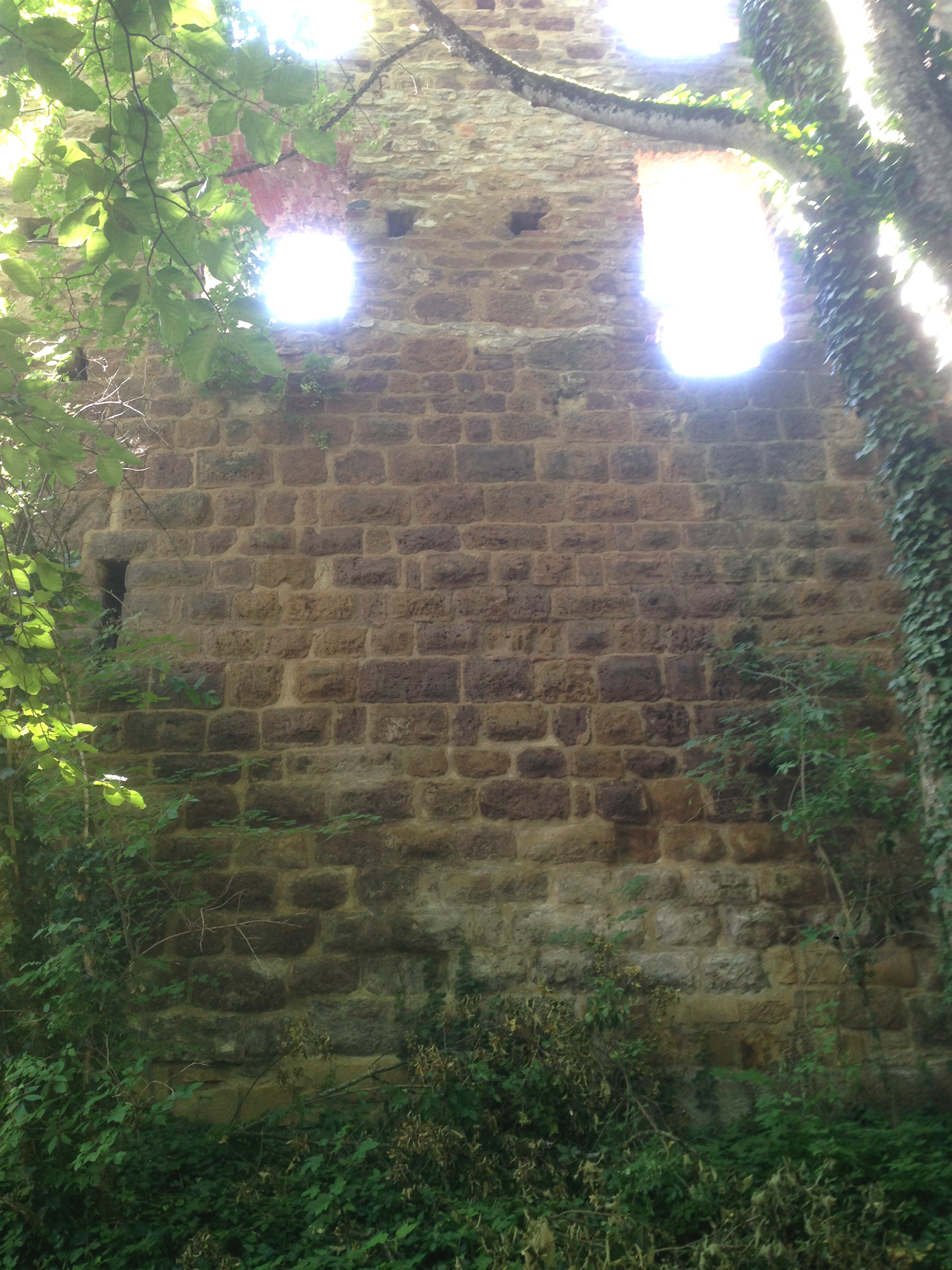
Stauferzeitliche Buckelquader an der Ostmauer
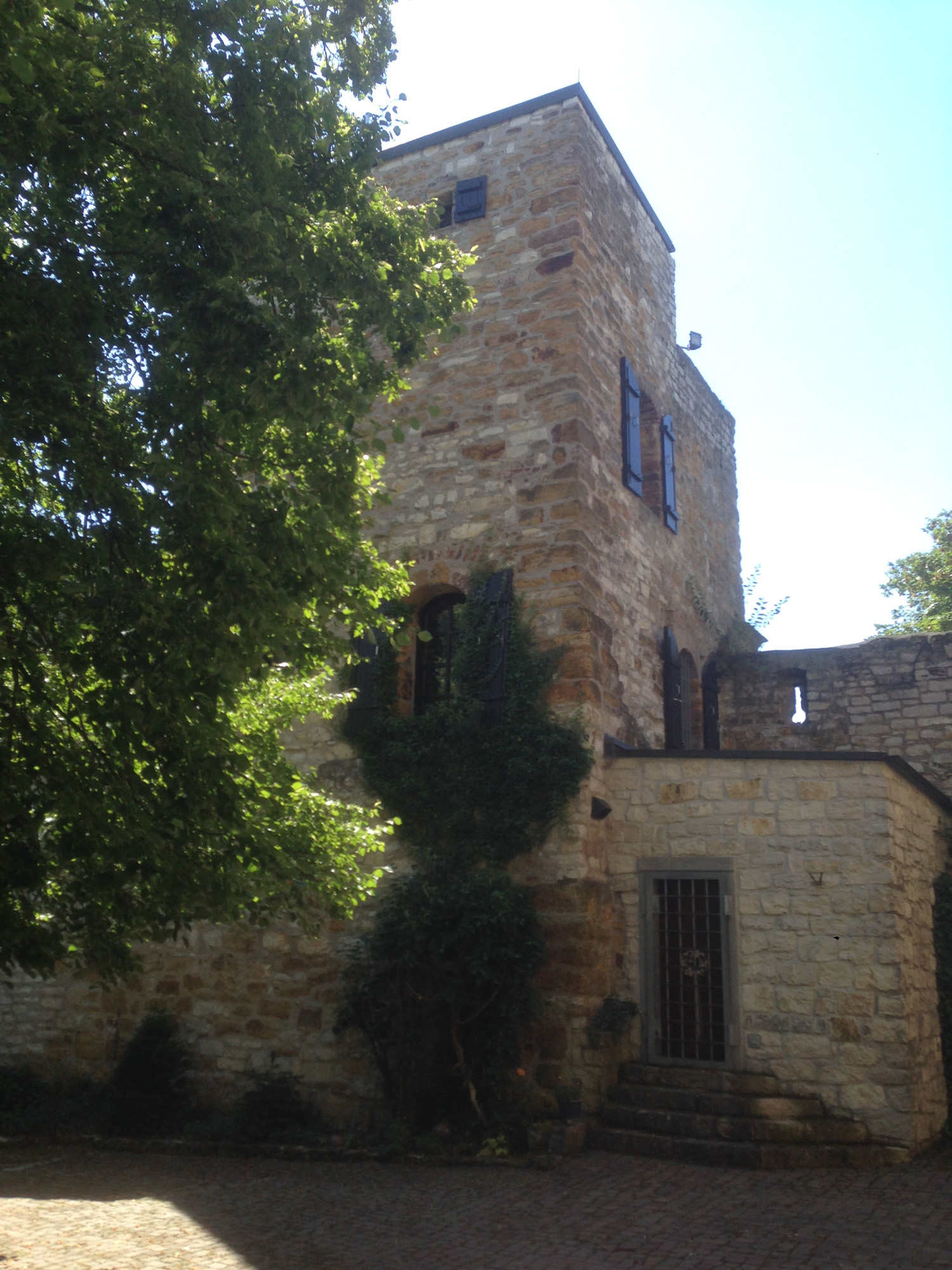
Renovierter Wohnturm
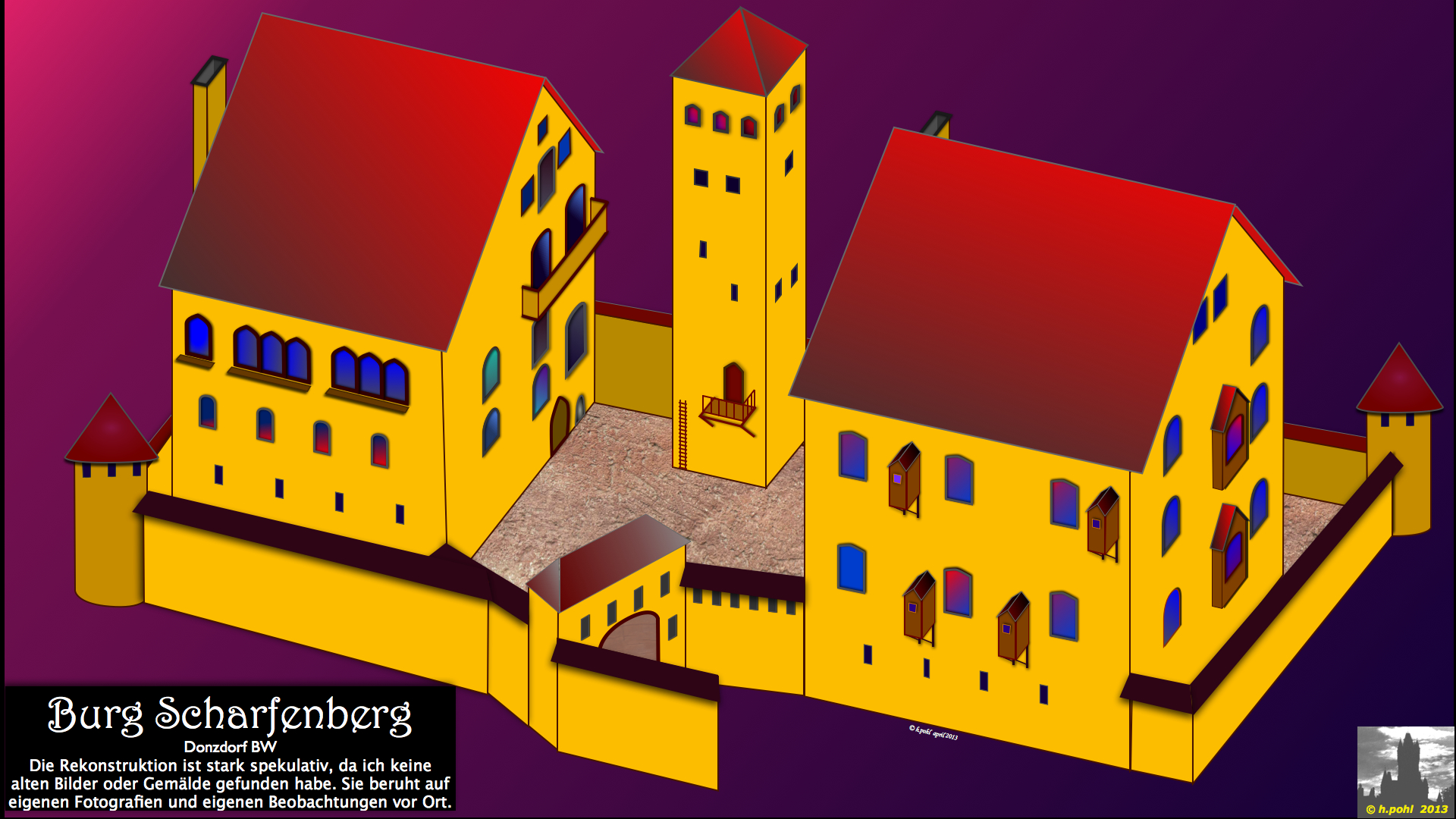
Rekonstruktionsversuch